# Hodunivka, Iahotîn
Hodunivka (în ucraineană Годунівка) este localitatea de reședință a comunei Hodunivka din raionul Iahotîn, regiunea Kiev, Ucraina.

## Demografie
Componența lingvistică a localității Hodunivka
     Ucraineană (93,97%)
     Rusă (4,94%)
     Belarusă (1,1%)
Conform recensământului din 2001, majoritatea populației localității Hodunivka era vorbitoare de ucraineană (93,97%), existând în minoritate și vorbitori de rusă (4,94%) și belarusă (1,1%).